# Shirō Amakusa
Shirō Amakusa (jap. 天草 四郎 Amakusa Shirō; ur. 1621, zm. 12 kwietnia 1638) – znany jako Amakusa Shirō Tokisada – nastoletni samuraj katolicki, przywódca chrześcijańskich chłopów i rōninów podczas powstania na półwyspie Shimabara w Japonii.
W 1962 roku japoński reżyser Nagisa Ōshima nakręcił film pt. Amakusa Shirō Tokisada, który opowiada o tej historii. W późniejszych latach powstało wiele innych filmów, także animowanych, związanych z jego osobą.